# فایت لیچ
فایت لیچ (به انگلیسی: Faith Yvonne Leech) (زادهٔ ۳۱ مارس ۱۹۴۱ - درگذشته ۱۴ سپتامبر ۲۰۱۳) شناگر زن استرالیایی.